# Onís
Onís là một đô thị trong cộng đồng tự trị của Công quốc Asturias, Tây Ban Nha.

## Giáo khu
- Bobia
- Onís
- La Robellada